# Gastronomía de Suabia

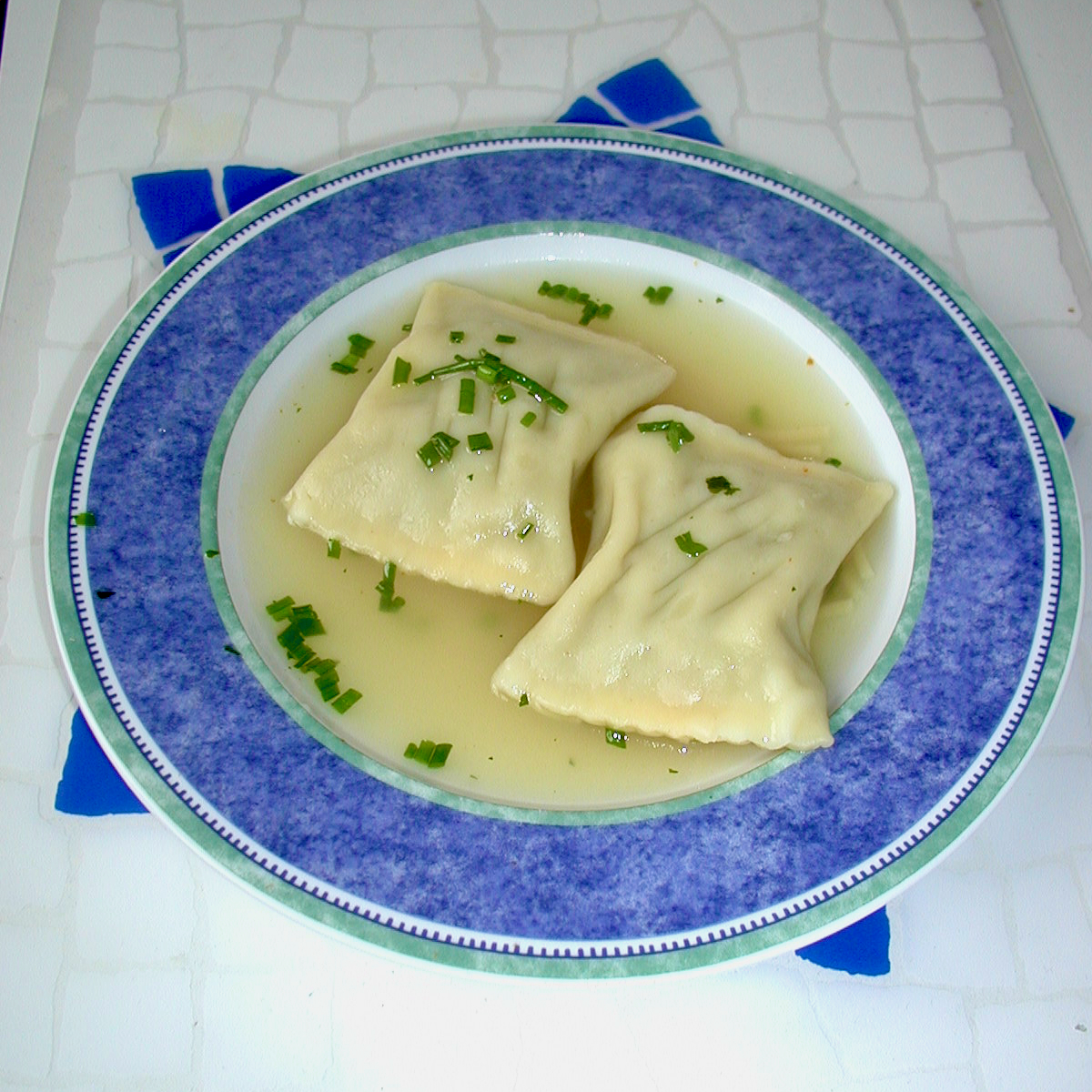
Un plato de los típicos Maultaschensuppe.

La gastronomía de Suabia no está influenciada por la cocina francesa, al contrario que la gastronomía de Baden. Esta gastronomía ocupa las regiones de Suabia-Baviera en Alemania, Algovia en Austria y gran parte de Baden-Wurtemberg. La característica general de los platos de esta región son los cereales en sus diferentes formatos de presentación: Brötchen, pastas, pan, etc.

## Historia
Durante siglos se ha considerado la gastronomía de esta zona asociada a Schwäbische Alb y puede decirse que contiene que sus platos contienen una deliciosa mezcla de carne y pasta.

## Platos
Uno de los platos más conocidos en esta zona es la Wurstsalat denominada también como «Schwäbischer Wurstsalat», elaborada con diferentes salchichas de la comarca, entre ellas la Blutwurst, Fleischwurst o la Leberkäse. 

### Platos con pasta
Es conocido el Gaisburger Marsch como un cocido típico de la zona. Otro de los platos que mejor puede encontrarse en los restaurantes de la zona es el Linsen mit Spätzle. Es conocido también los Schupfnudel como uno de los platos que contiene el sauerkraut mezclado con pasta en forma de nudillos. Se toma en la zona una sopa de pasta muy conocida con el nombre de Pfannkuchensuppe.

### Postres
- "Pfitzauf» es una especie de suflé elaborado con huevo.
- "Allgäuer Nonnenfürzle» Frito en grasa caliente, se obtienen los Krapfen.
- "Kirschenplotzer», también denominados Kirschmichel, es una especie de pastel de pan viejo.
- "Träubleskuchen», Se trata de un pastel elaborado de Grosella.

## Literatura
- Schwaben, Kulinarische Streifzüge, H-D. Reichert, D.Wägerle, H-J. Döbbelin, Sigloch-Verlag, ISBN 3-89393-070-1
- Schwäbische Küche, G. Poggenpohl, Verlag EDITION XXL, ISBN 3-89736-140-X

- Datos: Q880365
- Multimedia: Cuisine of Swabia / Q880365